# Iepenridderwants
De Iepenridderwants (Arocatus melanocephalus) is een wants uit de familie van de bodemwantsen (Lygaeidae).

## Uiterlijk
Deze soort is aan de bovenkant zwart en rood, maar hij is niet fel gekleurd en heeft een zwart-rood connexivum (aan de zijkant zichtbare deel achterlijf). De kop en het schildje (scutellum) zijn zwart, het halsschild is rood met een zwart deel in het midden. Van het hemi-elytrum (de deels verharde voorvleugel) is de bovenste helft rood en de onderste helft zwart tot aan het donkerbruine membraan (doorzichtig deel van de voorvleugel). De tekening van de poten kan variëren. Vaak zijn de dijen zwart en het overige deel van de poten voor het grootste deel rood. De lengte is 6 – 6,6 mm.

## Verspreiding en habitat
Hij komt voor in Zuid-Europa en Midden-Europa, naar het oosten is hij verspreid naar Zuid-Rusland en de Kaukasus. De laatste jaren wordt hij steeds noordelijker waargenomen. In Nederland is hij zeldzaam, aanvankelijk kwam hij vooral voor in de omgeving van Apeldoorn maar vanaf omstreeks 2017 worden er waarnemingen door een groot deel van Zuid- en Midden-Nederland gedaan. In 2020 zijn ook enkele exemplaren aangetroffen in België.

## Leefwijze
Hij leeft in iep (Ulmus) maar ook in els (Alnus) en eik (Quercus). De imago’s overwinteren en paring vindt plaats in mei. De imago’s van de nieuwe generatie komen dan al in juni. Overwinterende wantsen worden ook in woningen aangetroffen.